# Історичний факультет Одеського університету
Історичний факультет  Одеського університету  —  структурний підрозділ Одеського  університету імені І. І. Мечникова,  заснований у 1934 році. В радянський період на факультеті сформована потужна база для дослідження античної історії та археології

## Історія
Факультет виводить свою історію з 1865 року як історико-філологічного факультету Новоросійського університету. З моменту створення викладачі факультету приділяли особливу увагу античній історії та археології. В 1884 році на базі факультету відбувся  VI Археологічний з’їзд Російської імперії. Події Першох світової війни (1914-1918) та подальшої окупації німецько-австрійськими силами, згодом військами Антанти (1918-1919) ускладнили становище факультету і він був ліквідований 1919.
У 1934 році був створений самостійний факультет у відновленому  Одеському університету (1933 р.). Були сформовані основні кафедри, які діяли до 2022 року. Історичний факультет Одеського університету у 1956 — 1991 роках був провідною ланкою підготовки фахівців-істориків на півдні України з дуже потужним науковим потенціалом.
У зв'язку з реорганізацією вищих закладів освіти в 2018 році  до історичного факультету був приєднаний философський факультет (створенийв у 2000 році). Сучасна назва факультету  — факультет історії та філософії.

## Кафедри до 2022 року.

### Кафедра стародавньої історії і середніх віків
Заснована 1934 року. Відновлена 1963 року, як окремий підрозділ
Завідувачі: Розенталь Микола Миколайович (1936-1937);  Добролюбський Костянтин Павлович (1937-1938);  Болтенко Михайло Федорович (1946-1947); Каришковський Петро Йосипович (1963-1988);
На кафедрі працювали відомі дослідники:
Головко Іван Данилович Римско-Парфянские политические взаимоотношения в I в. до н. э. Одесса 1951
Розенталь Микола Миколайович

### Кафедра нової і новітної історії
Заснована 1934 р.
Завідувачі: Глядковська Ганна Іванівна 1944-1945; Добролюбський костянтин павлович 1944-1953 Петряєв Костянтин Дмитрович (1953-1972);Дихан М 1972-1974 Матвєєв С 1974-1977 Урсу Дмитро Павлович (1977-1986); Апатов Семен (1986-
На кафедрі проводили дослідження відомі науковці
Алєкєєв-Попов Вадим Сергійович Рабочий класс и социал-демократия Германии в дни франко-прусской войны и Парижской коммуны : 1870-1871 (1947)
Урсу Дмитро Павлович

### Кафедра історії України.
Заснована 1934 р. В 1947 році кафедру приєднано до кафедри історії СРСР. В 1957 році кафедру історії УРСР відновленоДо 1991 року мала назву  — кафедра історії УРСР, історіографії та джерелознавства.
Завідувачі:Ващенко Віктор Петрович (1972-1980, 1990 - 1999); Першина Заїра Валентинівна (1980 - 1990); Хмарський Вадим Михайлович (1999-2015) Бачинська Олена Анатоліївна з 2015

### Кафедра історії СРСР
Існувала до 1991 року. Ковбасюк  1954-1957; Мелихов О М 1957-1965; Сенченко Іван Андрійович 1965-1967; У 1967 - 1988 роках завідував кафедрою доктор історичних наук, професор Раковський Михайло Юхимович. Самойлов Федір Олександрович 1988-1990

### Кафедра археології та етнології
Кафедра заснована 1993 р. До 2004 року її  очолював Станко Володимир Никифорович. після нього його учениця Сментина

## Декани
- Добролюбський Костянтин Павлович (1937-1938, 1940 - 1953)
- Першина Заїра Валентинівна (1966-1984)
- Ващенко Віктор Петрович (1984-1994)
- Станко Володимир Никифорович (1994-2003)
- Кушнір В'ячеслав Григорович (з 2003)

## Випускники факультету
Категорія:Випускники історичного факультету Одеського університету
Політичні діячі
Аніщук Володимир Васильович депутат Верховної ради

## Працівники факультету
Категорія:Викладачі історичного факультету Одеського університету